# Кроуфорд (окръг, Арканзас)
Вижте пояснителната страница за други значения на Кроуфорд.
Окръг Кроуфорд (на английски: Crawford County) е окръг в щата Арканзас, Съединени американски щати. Площта му е 1564 km², а населението – 61 948 души (2010). Административен център е град Ван Бюрън.